# Kang Da-seul
Kang Da-seul (koreanisch 강다슬; * 5. Oktober 1992) ist eine südkoreanische Leichtathletin, die sich auf den Sprint spezialisiert hat.

## Sportliche Laufbahn
Erste internationale Erfahrungen sammelte Kang Da-seul im Jahr 2009, als sie bei den Jugendweltmeisterschaften in Brixen mit 12,05 s im Viertelfinale im 100-Meter-Lauf ausschied. 2011 schied sie bei der Sommer-Universiade in Shenzhen mit 12,23 s und 25,32 s jeweils in der ersten Runde über 100 und 200 Meter aus und 2013 schied sie bei den Studentenweltspielen in Kasan mit 12,51 s und 25,60 s jeweils im Halbfinale aus. Im Jahr darauf kam sie bei den Asienspielen in Incheon mit 11,85 s nicht über die Vorrunde über 100 Meter hinaus und belegte mit der südkoreanischen 4-mal-100-Meter-Staffel in 44,60 s den fünften Platz. 2015 schied sie bei den Asienmeisterschaften in Wuhan mit 12,15 s im Halbfinale über 100 Meter aus und 2025 belegte sie mit der Staffel bei den Asienmeisterschaften in Gumi in 44,45 s den vierten Platz.
2016 wurde Kang südkoreanische Meisterin im 100- und 200-Meter-Lauf.

## Persönliche Bestleistungen
- 100 Meter: 11,66 s (+0,5 m/s), 24. Juli 2018 in Heongseong
- 200 Meter: 24,11 s (0,0 m/s), 14. Oktober 2011 in Daegu